# Martin Južna
Martin Južna - Tine, slovenski narodni heroj, * 9. november 1919, Dragomlja vas, † 29. junij 1943, Radatovići.
Južna je bil pred vojno mehanik, leta 1942 pa je vstopil v KPS, Umrl je v partizanski bolnišnici za posledicami ran, ki jih je dobil v boju z Italijani pri Radatovićih v Žumberku. Za narodnega heroja je bil proglašen 27. novembra 1953.